# Збереження (бібліотека та архів)

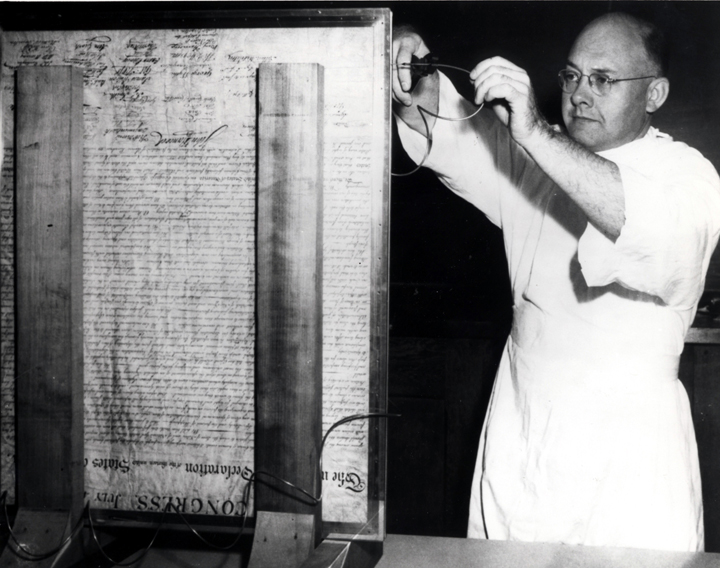
Національне бюро стандартів зберігає Декларацію незалежності США 1951 року

Збереження — у консервації, бібліотечній та архівній науці це комплекс превентивних заходів, спрямованих на подовження терміну служби запису, книги чи об'єкта з внесенням якомога меншої кількості змін. Заходи зі збереження можуть включати моніторинг стану об'єктів, підтримання температури і вологості в місцях зберігання колекцій, написання плану на випадок надзвичайних ситуацій, оцифрування об'єктів, створення відповідних метаданих і підвищення доступності. Збереження, за цим визначенням, практикується в бібліотеці чи архіві консерватором, бібліотекарем, архівістом або іншим фахівцем, коли вони вважають, що колекція чи документ потребують догляду.
Збереження слід відрізняти від інтервенційної консервації та реставрації, яка належить до обробки та ремонту окремих предметів для уповільнення процесу розкладання або відновлення їх до придатного для використання стану. «Превентивна консервація» використовується як синонім «консервація».

## Основи

### Стандартні функції програм збереження
- Управління ризиками в колекціях — це превентивний догляд за колекцією в цілому.
  - Збереження може включати загальні заходи з обслуговування колекцій, такі як безпека, моніторинг навколишнього середовища, огляди збереження та більш спеціалізовані заходи, такі як масове знекислення.
  - Готовність до стихійних лих (План на випадок надзвичайних ситуацій / Планування безперервності бізнесу / План відновлення після стихійних лих / Пом'якшення наслідків стихійних лих) — це практика організації необхідних ресурсів і планування найкращого курсу дій, щоб запобігти або мінімізувати пошкодження колекції в разі будь-якої катастрофи. рівня величини, природного чи створеного людиною.
  - Цифрове збереження — це збереження інформації, що зберігається в цифровому вигляді. Деякі засоби цифрового збереження включають оновлення, міграцію, реплікацію та емуляцію. Це не слід плутати з оцифруванням, тобто процесом створення цифрової інформації, яка потім сама повинна бути збережена в цифровому вигляді.
  - Переформатування — це практика створення копій об'єкта на пристрої зберігання даних іншого типу. Процеси переформатування включають мікрофільмування та оцифрування.

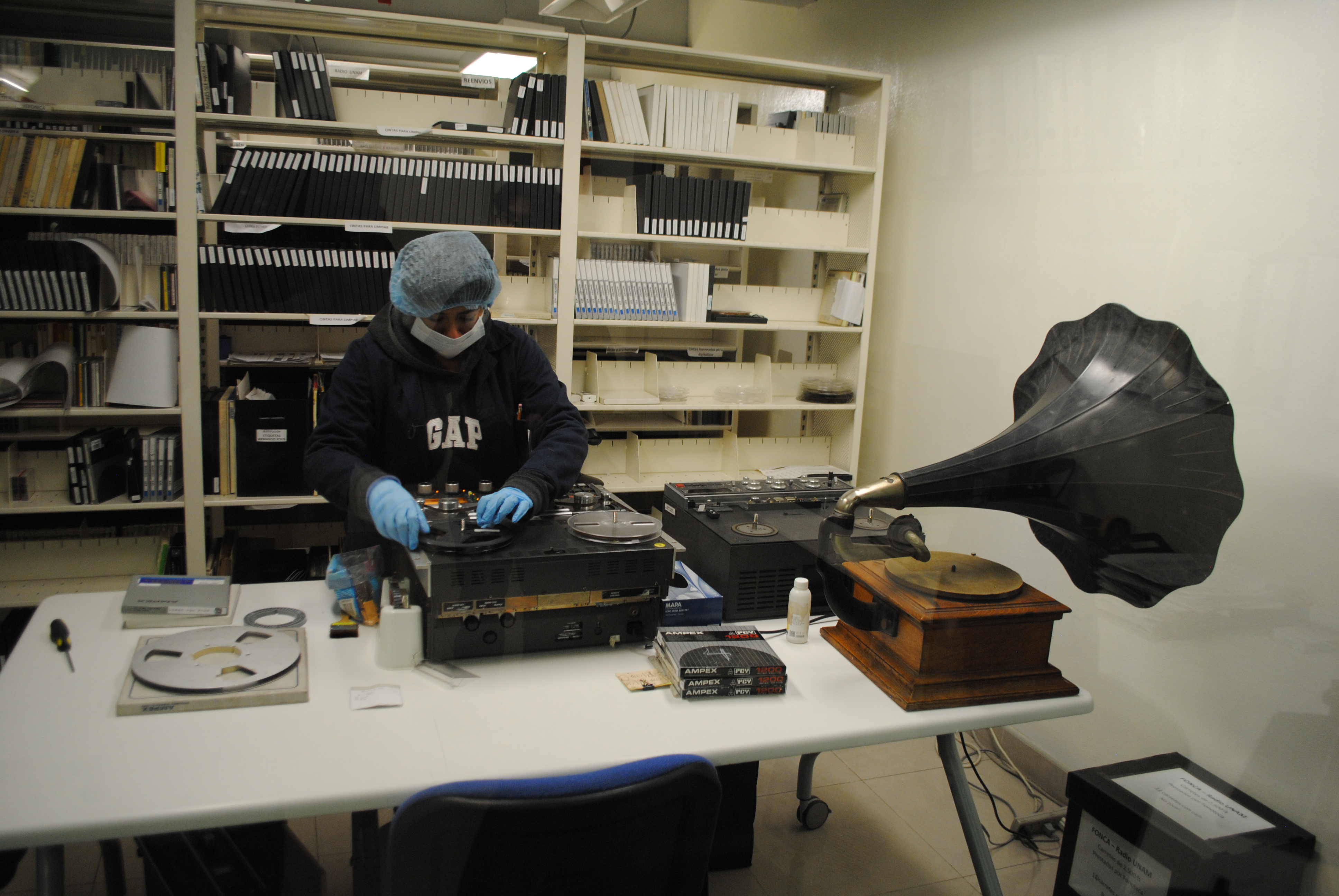
Зберігання та запис магнітних стрічок у Національному фоноархіві Мексики

### Специфічні для медіа проблеми та способи їх вирішення
- Книги — проклейка та шкіряна палітурка
- Ефемери і реалії
- Папір — безкислотний папір, японська серветка, папір для мумій, розділення паперу та стійкість друку
- Пергамент — ремонт пергаменту та збереження ілюстрованих рукописів
- Рухоме зображення — збереження плівки та відеозапис
- Звукозапис — збереження магнітної аудіокасети
- збереження усної історії
- збереження мови
- Візуальний матеріал — Кольорова фотографія § Питання збереження та архітектурна репрографія, різноманітність технологій і засобів масової інформації, що використовуються для створення кількох копій оригінальних креслень або записів, створених архітекторами, інженерами, мапографами та відповідними фахівцями.
- Збереження оптичних носіїв
- Чорнило

### Оцифровка
Відносно нову концепцію, оцифрування, сприйняли як спосіб зберегти історичні речі для використання в майбутньому. «Оцифрування означає процес перетворення аналогових матеріалів у цифрову форму».
Для рукописів оцифрування досягається шляхом сканування елемента та збереження його в цифровому форматі. Наприклад, програма Google Book Search співпрацює з понад сорока бібліотеками по всьому світу для оцифрування книг. Мета цього проекту бібліотечного партнерства полягає в тому, щоб «полегшити людям пошук відповідних книг — зокрема, книг, які вони не знайшли б інакше, наприклад тих, що вийшли з друку, — при цьому ретельно поважаючи авторські права авторів і видавців».
Хоча оцифрування здається перспективним напрямком для майбутнього збереження, існують і проблеми. Основні проблеми полягають у тому, що цифровий простір коштує грошей, медіа та формати файлів можуть застаріти, а зворотна сумісність не гарантується. Зображення вищої якості скануються довше, але вони часто більш цінні для подальшого використання. Крихкі предмети часто важче або дорожче сканувати, що створює проблему вибору для спеціалістів з охорони, коли вони повинні вирішити, чи вартий цифровий доступ у майбутньому потенційного пошкодження предмета під час процесу сканування. Інші проблеми включають якість сканування, надмірність оцифрованих книг у різних бібліотеках і закон про авторське право.
Однак багато з цих проблем вирішуються завдяки освітнім ініціативам. Освітні програми пристосовуються до потреб збереження і допомагають новим студентам зрозуміти практику збереження. Особливо важливими є програми, що навчають аспірантів цифрової бібліотечної справи.
Такі групи, як Digital Preservation Network, прагнуть гарантувати, що «повний науковий запис буде збережено для майбутніх поколінь». Бібліотека Конгресу підтримує веб-сайт «Сталість цифрових форматів», на якому навчаються установи щодо різних аспектів збереження: зокрема, приблизно 200 типів цифрових форматів, які, найімовірніше, залишаться в майбутньому.
Цифрове збереження — це інша назва оцифрування, термін, який частіше використовується в курсах архівної справи. Основна мета цифрового збереження — гарантувати, що люди матимуть доступ до матеріалів, збережених у цифровому вигляді, у майбутньому.

## Практики
При практичному збереженні потрібно враховувати кілька факторів, щоб правильно зберегти документ: 1) середовище зберігання документа, 2) критерії для визначення необхідності збереження, 3) стандартні практики збереження для конкретної установи, 4) дослідження і тестування, 5) чи будуть потрібні послуги постачальника для подальшого збереження і, можливо, консервації документа.

### Середовище зберігання
Екологічний контроль необхідний для сприяння збереженню органічних матеріалів і особливо важливий для моніторингу в рідкісних і спеціальних колекціях. Основні фактори навколишнього середовища, на які слід звернути увагу, включають температуру, відносну вологість, шкідників, забруднюючі речовини та освітленість.
Загалом, чим нижча температура, тим краще для зберігання. Однак, оскільки книги та інші матеріали часто зберігаються в місцях, де є люди, потрібно знайти компроміс, щоб забезпечити комфорт людини. Розумною температурою для досягнення обох цілей є 18–20 °C, проте, якщо можливо, колекції фільмів і фотографій слід зберігати в окремій зоні при 13 °C.
Книги та інші матеріали поглинають і віддають вологу, що робить їх чутливими до відносної вологості. Дуже висока вологість сприяє росту плісняви та заселенню комахами. Низька вологість призводить до втрати гнучкості матеріалів. Коливання відносної вологості є більш шкідливими, ніж постійна вологість в середньому або низькому діапазоні. Як правило, відносна вологість повинна бути в межах 30-50 % з якомога меншими коливаннями, однак рекомендації щодо конкретних рівнів, які слід підтримувати, залежать від типу матеріалу, наприклад, паперової основи, плівки тощо. Спеціальна точка роси є калькулятор збереження книг.
Шкідники, такі як комахи та гризуни, поїдають і знищують папір і клей, що кріпить палітурки книг. Їжа та напої в бібліотеках, архівах і музеях можуть збільшити привабливість шкідників. Інтегрована система боротьби зі шкідниками є одним із способів боротьби зі шкідниками в бібліотеках.
Тверді та газоподібні забруднюючі речовини, такі як сажа, озон, діоксид сірки, оксиди азоту, можуть спричинити пил, забруднення та незворотні молекулярні пошкодження матеріалів. Забруднювачі надзвичайно малі, їх важко виявити або видалити. Корисним захистом є спеціальна система фільтрації в системі опалення, вентиляції та кондиціонування повітря.
Вплив світла також має значний вплив на матеріали. Шкоду може завдати не тільки видиме для людини світло, але й ультрафіолетове та інфрачервоне випромінювання. Вимірюється в люксах або кількості люменів/м2, загальноприйнятий рівень освітленості для чутливих матеріалів обмежений 50 люкс на добу. Матеріали, які отримують більше люксу, ніж рекомендовано, можна періодично поміщати в темне сховище, щоб продовжити первинний зовнішній вигляд об'єкта.
Нещодавнє занепокоєння щодо впливу зміни клімату на управління об'єктами культурної спадщини, а також історичним середовищем спонукало дослідницькі зусилля з дослідження альтернативних методів і стратегій контролю клімату, які включають впровадження альтернативних систем контролю клімату на заміну або доповнити традиційні системи опалення, вентиляції та кондиціонування, які споживають високу енергію, а також впровадження пасивних методів збереження. Замість того, щоб підтримувати рівну лінію, узгоджені умови 24/7 для середовища колекції, коливання можуть відбуватися в прийнятних межах для створення середовища збереження, водночас думаючи про енергоефективність та використання переваг зовнішнього середовища.
Палітурні матеріали чутливі до швидкої зміни температури або вологості через різницю в розширенні палітурки та сторінок, що може призвести до розтріскування палітурки та/або деформації сторінок. Зміна температури і вологості повинна відбуватися повільно, щоб мінімізувати різницю в швидкості розширення. Однак дослідження прискореного старіння на предмет впливу коливань температури і вологості на колір і міцність паперу не виявило жодних доказів того, що циклічна зміна однієї температури на іншу або однієї вологості на іншу спричиняє інший механізм руйнування.
Переважним способом зберігання рукописів, архівних записів та інших паперових документів є розміщення їх у безкислотних паперових папках, які потім поміщають у безкислотні ящики з низьким вмістом лігніну для подальшого захисту. Подібним чином, книги, які є крихкими, цінними, незвичайної форми або потребують захисту, можуть зберігатися в архівних ящиках і корпусах. Крім того, житлові книги можуть захистити їх від багатьох факторів, що сприяють пошкодженню книги: шкідників, світла, перепадів температури та води.
Забруднення може статися під час виробництва, особливо електронних матеріалів. Його необхідно зупинити, перш ніж він пошириться, але зазвичай це незворотно.

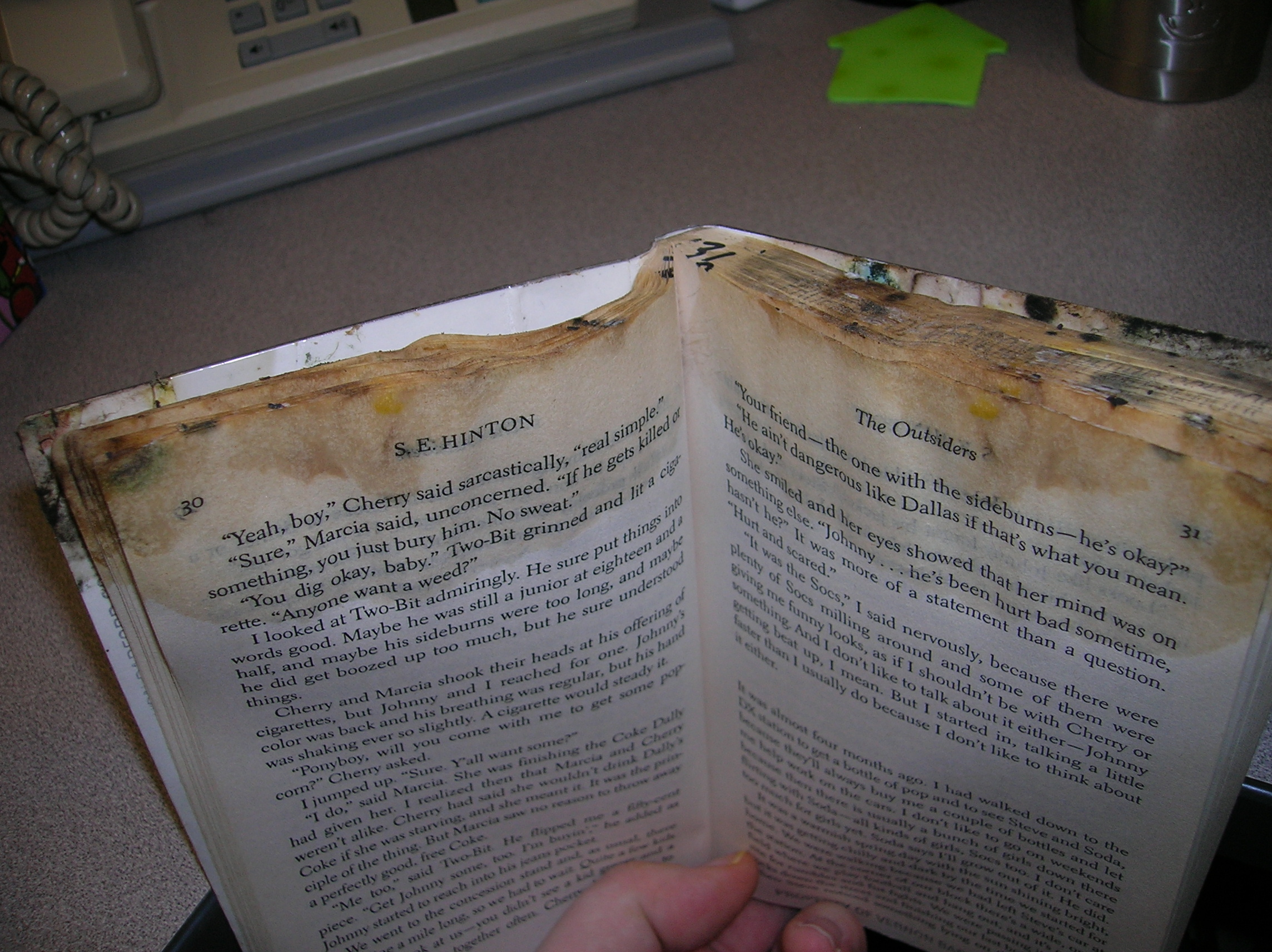
Користувач Flickr описує інцидент, коли поклав заплямовану бананом книгу в свій рюкзак і залишив її на пару тижнів з таким результатом.

### Критерії збереження
Прийняття правильного рішення є важливим фактором перед початком консервації. Рішення про збереження слід приймати з огляду на важливість і цінність матеріалів. Вважається, що значимість складається з двох основних компонентів: важливості та якості. «Важливість» стосується ролі колекції як запису, а «якість» охоплює повноту, глибину, унікальність, автентичність і репутацію колекції. Крім того, аналіз значущості матеріалів може бути використаний, щоб дізнатися більше про їхнє значення. Оцінка значущості також може допомогти в документуванні походження та контексту, щоб обґрунтувати доцільність грантового фінансування об'єкта та колекції.
Форми значущості можуть бути історично, культурно, соціально чи духовно значущими. У контексті збереження бібліотеки та архіви приймають рішення по-різному. У бібліотеках рішення, найімовірніше, стосуються наявних матеріалів, тоді як в архівах рішення про збереження часто приймають, коли вони отримують матеріали. Тому в різних випадках можуть знадобитися різні критерії. Загалом, архівні критерії включають такі пункти:
1. характеристики запису (призначення, автор тощо);
2. якість інформації в записі;
3. запис у контексті (частина серії чи ні);
4. потенційне використання та можливі обмеження; і
5. витрати проти вигод від його існування.[26]

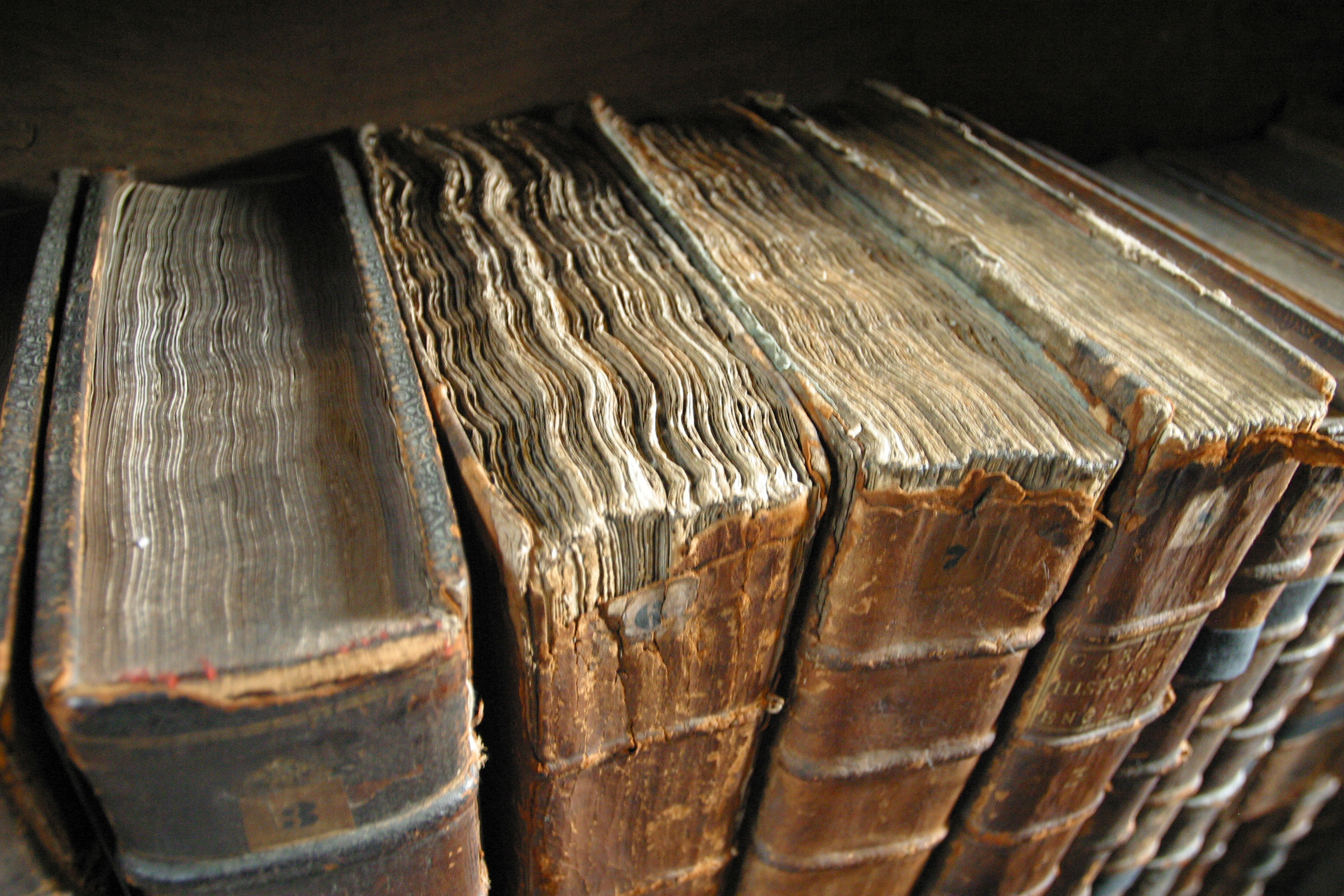
Зношені книги в бібліотеці коледжу Мертон, Оксфорд

Для архівних критеріїв важливі такі докази:
1. унікальність,
2. незамінність,
3. високий рівень впливу — протягом часу або місця,
4. високий рівень впливу,
5. представлення типу, і
6. порівняльна цінність (рідкість, повнота, цілісність щодо інших подібних).[28]

### Стандарти
Починаючи з 1970-х років, Північно-Східний центр збереження документів у США стверджує, що вивчення розуміння потреб архіву/бібліотеки є невід'ємно важливим для їхнього виживання. Щоб продовжити життя колекції, важливо мати систематичний план її збереження. Першим кроком у плануванні програми збереження є оцінка існуючих потреб установи у збереженні. Цей процес передбачає визначення загальних і специфічних потреб колекції, встановлення пріоритетів і збір ресурсів для виконання плану.
Оскільки бюджетні та часові обмеження вимагають визначення пріоритетів, професія встановила стандарти для визначення того, що має бути збережено в колекції. До уваги береться поточний стан, рідкісність, доказова та ринкова цінність. Для непаперових форматів важливим фактором буде наявність обладнання для доступу до інформації (наприклад, обладнання для відтворення аудіовізуальних матеріалів або зчитування мікроформ). Установа має визначити, скільки інших установ зберігають ці матеріали, якщо такі є, і розглянути можливість координації зусиль з тими, хто їх зберігає.
Установам слід створити середовище, в якому збереженню надається пріоритет, а також забезпечити розуміння серед адміністрації та персоналу. Крім того, прихильність установи до збереження має бути доведена до відома спонсорів і зацікавлених сторін, щоб вони могли виділяти кошти на заходи зі збереження. Перші кроки, які має здійснити установа, згідно з NEDCC, — це розробити політику, яка визначає та окреслює напрямок дій, а також створює основу для реалізації цілей та пріоритетів.
Існує три методи проведення обстеження збереженості: загальна оцінка збереженості, обстеження стану колекції та обстеження по одиницях. Обстеження загального стану можуть бути частиною інвентаризації бібліотеки.
Відбір для лікування визначає виживання матеріалів і повинен здійснюватися фахівцем, незалежно від того, чи то у зв'язку зі встановленою політикою розвитку колекції, чи на основі окремої одиниці. Після того, як об'єкт або колекцію обрано для збереження, необхідно визначити спосіб обробки, який найбільше підходить для матеріалу та установи, що збирає його. Якщо інформація найважливіша, ймовірним варіантом є переформатування або створення сурогату. Якщо артефакт сам по собі є цінним, він підлягає консерваційній обробці, в ідеалі оборотного характеру.

### Дослідження та тестування
Оскільки старі медіа псуються або демонструють свою вразливість, а нові медіа стають доступними, дослідження у сфері консервації та збереження залишаються активними. Студенти та фахівці архівів/бібліотек досліджують все — від способів збереження паперових носіїв до створення і підтримки електронних ресурсів та вимірювання їхньої цифрової сталості. Дві основні проблеми, з якими стикається більшість установ, — це швидкий розпад кислотного паперу та пошкодження водою (через затоплення, проблеми з сантехнікою тощо). Тому цим сферам збереження, а також новим цифровим технологіям приділяється значна увага в дослідженнях.
Американська бібліотечна асоціація має багато наукових журналів, які публікують статті на теми збереження, наприклад «Бібліотеки коледжів і наукові бібліотеки» (College and Research Libraries), «Інформаційні технології та бібліотеки» (Information Technology and Libraries) та «Бібліотечні ресурси та технічні послуги» (Library Resources and Technical Services). Наукові періодичні видання в цій галузі від інших видавців включають «Міжнародні новини зі збереження» (International Preservation News), Журнал «Американського інституту консервації» (Journal of the American Institute for Conservation) та «Менеджмент колекцій» (Collection Management) та багато інших.

## Освіта
Вивчення належних методів збереження є важливим, і більшість архівістів навчаються на цю тему в академічних установах, які спеціально охоплюють архіви та збереження. У Сполучених Штатах більшість сховищ вимагають, щоб архівісти мали диплом бібліотечної школи, акредитованої ALA. Подібні установи існують і в країнах за межами США.
З 2010 року Фонд Ендрю В. Меллона збільшив фінансування навчання бібліотек і архівів у рамках трьох основних програм збереження. Усі ці програми є частиною Асоціації північноамериканських аспірантських програм зі збереження культурних цінностей (ANAGPIC).
Іншим освітнім ресурсом, доступним для консерваторів США, є Північно-східний центр збереження документів (NEDCC).
Комітет зі збереження, планування та публікацій Секції збереження та переформатування (PARS) Асоціації бібліотечних колекцій і технічних послуг створив Довідник з питань збереження, акредитованих ALA шкіл у США та Канаді, які пропонують курси зі збереження. Довідник оновлюється приблизно кожні три роки. 10-те видання було доступне на веб-сайті ALCTS у березні 2015 року.
Додаткова освіта з питань збереження доступна для бібліотекарів через різні професійні організації, такі як:
- Американський інститут збереження історичних і художніх творів[38]
- Американська бібліотечна асоціація
- Служба збереження бібліотечних послуг Amigos[39]
- Асоціація управління інформацією та зображеннями (AIIM)
- Асоціація колекцій звукозаписів (ARSC)[40]
- Асоціація архівістів рухомих зображень (AMIA)[41]
- Державний коледж Буффало. Департамент охорони мистецтва, Баффало, Нью-Йорк[42]
- Кемпбеллський центр досліджень збереження історичних пам'яток, Маунт Керролл, Іллінойс[43]
- Будинок Джорджа Істмена. Школа кіно та відео збереження Рочестер, Нью-Йорк[44]
- Міжнародна федерація кіноархівів (FIAF), Болонья, Італія[45]
- Кілгарлінський центр збереження пам'яток культури[46]
- Бібліотечний інститут палітурки
- Нью-Йоркський університет. Центр збереження, Інститут образотворчих мистецтв, Нью-Йорк, Нью-Йорк[47]
- Школа Норт Беннет Стріт. Бостон, Массачусетс[48]
- Північно-східний центр збереження документів (NEDCC)
- Центр збереження художніх та історичних артефактів у Філадельфії, штат Пенсільванія
- Королевський університет. Магістр програми збереження мистецтва, Онтаріо, Канада[49]
- Школа рідкісних книг (RBS) при Університеті Вірджинії
- Товариство американських архівістів
- LYRASIS
- Делаверський університет. Програма збереження мистецтва у Вінтертурі, Ньюарк, Делавер[50]
- Національний архів[51]

## Зберігання в неакадемічних закладах

### Публічні бібліотеки
Обмежене фінансування, що залежить від податків, часто заважає публічним бібліотекам здійснювати широку діяльність зі збереження фондів. Матеріали, особливо книги, часто набагато легше замінити, ніж відремонтувати, коли вони пошкоджені або зношені. Публічні бібліотеки зазвичай намагаються пристосувати свої послуги до потреб і бажань місцевої громади, що може спричинити акцент на придбанні нових матеріалів, а не на збереженні старих. Бібліотекарям, які працюють у публічних установах, часто доводиться приймати складні рішення про те, як найкраще обслуговувати своїх читачів. Зазвичай публічні бібліотечні системи співпрацюють одна з одною, а іноді й з більшою кількістю академічних бібліотек через програми міжбібліотечного абонемента. Спільно використовуючи ресурси, вони мають змогу розширювати можливості своїх користувачів і розподіляти тягар збереження документів між більшою кількістю систем.

### Архівосховища та спеціальні колекції
Архівні установи зосереджуються саме на рідкісних і крихких матеріалах. Завдяки персоналу, навченому відповідним методам, архіви часто доступні для багатьох публічних і приватних бібліотек як альтернатива знищенню старих матеріалів. Унікальні предмети, такі як фотографії, або предмети, які вже не друкуються, можуть бути збережені в архівних установах легше, ніж у багатьох бібліотеках.

### Музеї
Оскільки багато музейних фондів є унікальними, включно з друкованими матеріалами, творами мистецтва та іншими об'єктами, реставратори часто найактивніше працюють у цьому середовищі; однак, оскільки більшість фондів зазвичай є набагато крихкішими або, можливо, пошкодженими, консервація може бути більш необхідною, ніж збереження. Це особливо часто трапляється в художніх музеях. Музеї зазвичай дотримуються тих самих практик, що й архівні установи.

## Історія

### Антецеденти
Збереження як офіційна професія в бібліотеках і архівах бере свій початок у ХХ столітті, але його філософія та практика має коріння у багатьох попередніх традиціях.
У багатьох стародавніх суспільствах звернення до небесних покровителів використовувалися для збереження книг, сувоїв і рукописів від комах, вогню і тління.
- У стародавніх єгиптян скарабей або гнойовий жук (див.: Скарабей (артефакт)) був захисником писемних виробів.
- У стародавньому Вавилоні Набу є небесним покровителем книг і захисником глиняних табличок. Набу — вавилонський бог мудрості й письма, покровитель писарів, бібліотекарів та архівістів.
- В арабських та інших східних суспільствах іноді традиційним методом захисту книг і сувоїв було метафізичне звернення до «Кабі: Кадж», «Короля тарганів».[54]
- У християнській церкві є три святих, які тісно пов'язані з бібліотеками як покровителі: святий Лаврентій, святий Єронім[55] і Катерина Олександрійська.
- У деяких християнських монастирях наприкінці книг вміщували молитви та прокляття, щоб запобігти крадіжкам або прокляти злодіїв. Їх часто називають «книжковим прокляттям», вони були розміщені в книзі для запобігання крадіжці.
- Давньокитайський бог Вей То є богом-покровителем бібліотек і книг. Багато прикладів звернень до Вей То можна знайти в китайських рукописах, датованих п'ятсот і більше років тому.[56] Вей То особливо використовується для захисту книг і бібліотек від вогню. Оскільки сучасні книги страждають від кислотного розкладання (повільне горіння), Вей То є особливо актуальним для сучасної бібліотечної справи. На його честь названо сучасний продукт для знекислення паперу.
- Відповідно до сингальської міфології, символи Шрі-Ланки або зображення сингальських «Вогняних демонів» вивішують у кутках бібліотек та інших будівель, щоб задобрити запальних демонів і відвернути вогонь, блискавку та катаклізм. Оскільки вогонь і кислотне розкладання (також відомі як «повільні пожежі») є особливою проблемою для бібліотек через концентрацію паперової продукції, «Вогняні демони» також включені, коли використовуються для заспокоєння цих руйнівників бібліотек і книг.
- В індіанців ацтеків і майя Латинської Америки також були божества, які займалися бібліотеками. Головному богу, Кетцалькоатлю, приписують відкриття мистецтва, календаря та писемності. Одне перо чи перо на початку або в кінці документа чи різьблення на камені означало б присвяту «Пернатому змію». Цей символ з часом дегенерував до однієї лінії з бахромою.

Ведення записів людиною, ймовірно, бере свій початок із буму печерного живопису верхнього палеоліту, приблизно 32 000–40 000 років тому. Більш прямими попередниками є системи письма, що розвинулися в IV тисячолітті до нашої ери. Практика ведення письмових записів і обміну інформацією разом з усною традицією підтримує та передає інформацію від однієї групи до іншої. Протягом останнього століття цей рівень збереження був доповнений професійною практикою збереження та консервації в спільноті культурної спадщини.
1. Усна традиція або усна культура, передача інформації від одного покоління до наступного без писемності.
2. Антикварні практики, включаючи практику писарів, практику поховання, бібліотеки в Пергамі, Александрії та інші стародавні архіви.
3. Середньовічні практики, включаючи скрипторій і колекцію реліквій
4. Відродження та зміна концепції митців і творів мистецтва
5. Просвітництво та енциклопедисти
6. Романтичний рух необхідно зберегти

### Знакові події
- 1933: Вільям Барров відкриває сферу консервації для розкислення паперу, коли публікує статтю про проблему кислотного паперу. У пізніших дослідженнях Барроу перевірив папір з американських книг, виготовлений між 1900 і 1949 роками, і дізнався, що через сорок років книги втратили в середньому 96 відсотків своєї початкової міцності; менш ніж через десять років вони вже втратили 64 відсотки. Барроу визначив, що це швидке псування не було прямим результатом використання волокон деревної целюлози, оскільки ганчір'яний папір того періоду також швидко старів, а скоріше через залишкову сірчану кислоту, що вироблялася як у ганчір'ї, так і в папері з деревної целюлози. Попередні методи виготовлення паперу залишали кінцевий продукт лише злегка лужним або навіть нейтральним, і такий папір зберігав свою міцність протягом 300—800 років, незважаючи на діоксид сірки та інші забруднювачі повітря.[57] Однак у методах виробництва, які використовувалися після 1870 року, використовувалася сірчана кислота для проклеювання та відбілювання паперу, що згодом призводило до пожовтіння та крихкості паперу. У статті Барроу 1933 року про крихкий стан паперу з деревної маси було передбачено, що очікувана тривалість життя, або «LE», цього паперу становила приблизно 40–50 років. У цей момент папір починає проявляти ознаки природного занепаду, і він дійшов висновку, що потрібні дослідження нового носія, на якому можна було б писати та друкувати.
- 1966: Розлив річки Арно у Флоренції, Італія, пошкодив або знищив мільйони рідкісних книг і призвів до розвитку реставраційних лабораторій і нових методів збереження. Важливу роль у цьому процесі зіграв природоохоронець Пітер Вотерс, який очолював групу волонтерів, яких називають «грязьовими ангелами», у відновленні тисяч книг і паперів. Ця подія пробудила багатьох істориків, бібліотекарів та інших фахівців до важливості наявності плану збереження. Багато хто вважає цю повінь однією з найстрашніших катастроф після підпалу Александрійської бібліотеки. Це сприяло відродженню професії збереження та консервації в усьому світі, включаючи додавання Офісу збереження в Бібліотеці Конгресу.[58]
- 1987: Террі Сондерс випускає фільм «Повільні пожежі: про збереження людських записів», у якому досліджується крихкість паперу в результаті кислотного гниття.
- 1989: 7 березня [«День зобов'язань»] великі друковані видавці США збираються в NYPL, щоб схвалити зобов'язання всієї спільноти щодо використання довговічного паперу, сертифікованого ISO 9706, для боротьби з епідемією кислотного паперу.

### Знакові особи
- Вільям Барров (1904—1967) — американський хімік і консерватор паперу, а також піонер збереження бібліотек і архівів. Він представив сферу консервації знекислення паперу через підлужнення.
- Пол Н. Бенкс (1934—2000) — консерватор і керівник відділу консервації в бібліотеці Ньюберрі з 1964 по 1981 рік. Він регулярно публікував публікації про палітурку, збереження книг і паперу та проблеми, пов'язані зі збереженням. Він розробив і впровадив навчальний план для Школи бібліотекознавства Колумбійського університету, який безпосередньо стосувався навчання збереження.
- Памела Дарлінґ — письменниця та історикиня, спеціалістка зі збереження в Асоціації дослідницьких бібліотек. Її праці містять матеріали, які допомагають бібліотекам створювати власні комплексні програми збереження.
- Керолін Гарріс — керівниця відділу збереження бібліотек Колумбійського університету з 1981 по 1987 рік, де вона тісно співпрацювала з Полом Бенксом. Протягом своєї кар'єри вона опублікувала обширні дослідження, особливо стосуючись масового знекислення паперу з деревної маси.
- Керолін Прайс Гортон (1909—2001) — американська консерваторка-реставраторка книг в Американському філософському товаристві та Єльському університеті. Допомогала музеям і бібліотекам у Флоренції відновити книги, пошкоджені внаслідок повені Арно в 1966 році та повені в Музеї скла Корнінга в 1972 роціж.[59]
- Пітер Вотерс — колишній офіцер охорони природи в Бібліотеці Конгресу у Вашингтоні, округ Колумбія, працював у сферах ліквідації наслідків стихійних лих і готовності, а також порятунку паперових виробів, пошкоджених водою.
- Ніколсон Бейкер — сучасний американський письменник і автор книжки «Подвійне згортання», яка критикує знищення бібліотеками паперових носіїв.
- Патриція Баттін — перша президентка Комісії зі збереження та доступу, працювала над організацією національної кампанії як за використання лужного паперу у видавничих компаніях, так і для національної програми збереження мікрофільмування.
- Джон Ф. Дін — бібліотекар зі збереження та консервації Корнельського університету, зробив внесок у покращення зусиль зі збереження в країнах, що розвиваються. Зокрема, Дін створив онлайн-навчальні посібники зі збереження та збереження бібліотек у Південно-Східній Азії, Іраку та на Близькому Сході.

Щорічно Асоціація бібліотечних колекцій і технічних послуг, підрозділом Американської бібліотечної асоціації, присуджується Нагорода Пола Бенкса та Керолін Гарріс за збереження видатних спеціалістів у галузі бібліотечної та архівної науки. Її присуджують на знак визнання професійних спеціалістів із збереження, які зробили значний внесок у цю сферу.

## Юридичні та етичні питання
Переформатування або будь-яке інше копіювання вмісту елемента викликає очевидні проблеми з авторським правом. У багатьох випадках бібліотеці дозволяється робити обмежену кількість копій предмета з метою збереження. У Сполучених Штатах для бібліотек і архівів зроблено певні винятки.
У багатьох аспектах діяльності консерватора важливу роль відіграє етика. Вибираючи, які об'єкти потребують лікування, консерватор повинен робити те, що найкраще для цього об'єкта, і не піддаватися тиску чи думці ззовні. Реставратори повинні звертатися до Етичного кодексу та практичних вказівок AIC, в якому зазначено, що фахівець із збереження повинен «прагнути досягти найвищих можливих стандартів у всіх аспектах збереження».
Один із випадків, коли ці рішення можуть бути складними, це коли консерватор має справу з культурними об'єктами. У Кодексі етики та практичних рекомендаціях AIC розглядаються такі проблеми, зазначаючись, що «всі дії професіонала зі збереження мають регулюватися свідомою повагою до культурних цінностей, їх унікального характеру та значення, а також людей або особи, які їх створили». Це можна застосовувати як при догляді, так і при тривалому зберіганні об'єктів в архівах та установах.
Важливо, щоб фахівці з консервації з повагою ставилися до культурних цінностей і суспільств, які їх створили, а також були обізнані з міжнародними та національними законами, що стосуються викрадених предметів. Останніми роками зросла кількість країн, які шукають викрадені артефакти, що зараз перебувають у музеях. У багатьох випадках музеї співпрацюють з державами, щоб знайти компроміс між потребою в надійному нагляді та доступом для громадськості й дослідників.
Реставратори зобов'язані не тільки етикою ставитися до культурних і релігійних об'єктів з повагою, але в деяких випадках і законом. Наприклад, у Сполучених Штатах консерватори повинні дотримуватися Закону про охорону та репатріацію могил корінних американців (NAGPRA). «Перший гурток архівістів», група індіанських архівістів, також створила протоколи для індіанських архівних матеріалів. Ці рекомендації не є обов'язковими до виконання і є рекомендаціями для бібліотек та архівів, що зберігають архівні матеріали про корінних американців.
Догляд за культурними та сакральними об'єктами часто впливає на фізичне зберігання або об'єкт. Наприклад, священні об'єкти корінних народів західної частини Сполучених Штатів повинні зберігатися разом із шавлією для забезпечення їхнього духовного благополуччя. Ідея зберігання об'єкта з рослинним матеріалом за своєю суттю проблематична для архівної колекції через можливість зараження комахами. Коли консерватори зіткнулися з цією проблемою, вони вирішили її, використовуючи ліофілізований шавлія, тим самим задовольнивши як консерваційні, так і культурні потреби.
Деякі особи в архівному співтоваристві досліджували можливу моральну відповідальність за збереження всіх культурних феноменів у зв'язку з концепцією збереження пам'яток. Інші прихильники стверджують, що таке починання є тим, що корінні чи місцеві громади, які виробляють такі культурні об'єкти, краще підходять для виконання. Однак наразі багато корінних громад не в змозі фінансово підтримувати власні архіви та музеї. Тим не менш, архіви корінних народів зростають у Сполучених Штатах.

## Критика і прийом
Існує давня суперечність між збереженням бібліотечних матеріалів і доступом до них, особливо у сфері спеціальних колекцій. Поводження з матеріалами сприяє їхньому прогресуванню до непридатного стану, особливо якщо з ними поводяться недбало. З іншого боку, матеріали повинні використовуватися для того, щоб отримати від них будь-яку користь. У колекції з цінними матеріалами цей конфлікт часто вирішується низкою заходів, які можуть включати підвищену безпеку, вимогу використовувати рукавички для фотографування, обмеження матеріалів, які дослідники можуть приносити з собою до читального залу, а також обмеження використання матеріалів лише тими відвідувачами, які не можуть задовольнити свої дослідницькі потреби менш цінними копіями того чи іншого предмета. Ці обмеження можна вважати перешкодами для дослідників, які вважають, що ці заходи вживаються виключно для того, щоб матеріали не потрапили до рук громадськості.
Навколо методів збереження також точаться суперечки. Основна суперечка наприкінці двадцятого сторіччя була зосереджена навколо практики викидання предметів, знятих на мікрофільми. Це було темою книги романіста Ніколсона Бейкера «Подвійний складок», у якій розповідалося про його спроби врятувати багато старих тиражів американських газет (які раніше належали Британській бібліотеці) від продажу дилерам або знищення. Подібне занепокоєння зберігається щодо збереження оригінальних документів, переформатованих будь-якими засобами, аналоговими чи цифровими. Проблеми включають наукові потреби та юридичні вимоги щодо автентичних або оригінальних записів, а також питання щодо довговічності, якості та повноти переформатованих матеріалів. Зберігання оригіналів як джерела або безвідмовної копії зараз є досить поширеною практикою. Інша суперечка, що точиться навколо різних методів збереження, полягає в оцифруванні оригінального матеріалу, щоб зберегти інтелектуальний вміст матеріалу, ігноруючи фізичну природу книги. Крім того, Комітет Асоціації сучасної мови з питань майбутнього друкованого запису структурував свою «Заяву про значення первинних записів» на притаманній їй теоретичній ідеології, що існує потреба зберігати якомога більше примірників друкованого видання, оскільки тексти та їхнє текстове оточення, просто кажучи, невіддільні одне від одного, так само, як артефактні характеристики текстів є настільки ж актуальними та різноманітними, як і самі тексти (у згаданій вище доповіді, Дж. Томас Тансель припускає, що існуючі книжкові стеки не повинні бути відкинуті разом з новими технологіями; навпаки, вони слугують життєво важливими оригінальними (первинними) джерелами для майбутніх досліджень).
Багато оцифрованих матеріалів, таких як старі випуски періодичних видань, надаються видавництвами та базами даних за передплатою. Якщо ці компанії припинять надавати доступ до своєї цифрової інформації, установи, які вирішили відмовитися від паперових копій цих періодичних видань, можуть зіткнутися зі значними труднощами в забезпеченні доступу до них. Тому дискусії щодо найкращих способів використання цифрових технологій тривають, а практика продовжує розвиватися. Звісно, питання, пов'язані з цифровими об'єктами та доглядом за ними в бібліотеках і архівах, продовжують розширюватися, оскільки дедалі більше сучасної культури створюється, зберігається і використовується в цифровому форматі. Ці новонароджені цифрові матеріали ставлять перед бібліотеками та архівами нові завдання зі збереження, а в деяких випадках можуть навіть вимагати використання нових інструментів і методів.

### Бібліотека як сакральний заклад
У своїй книзі «Священні стелажі: Вище призначення бібліотек і бібліотечної справи» Ненсі Калікоу Максвелл обговорює, як бібліотеки здатні виконувати деякі з тих самих функцій, що й релігія. Багато бібліотекарів відчувають, що їхня робота виконується для якоїсь вищої мети. Те саме можна сказати і про бібліотекарів, які займаються збереженням. Одним із прикладів священної ролі бібліотеки є забезпечення відчуття безсмертя: у зовнішньому світі, що постійно змінюється, бібліотека залишатиметься стабільною та надійною. Консервація в цьому плані є великою підмогою. Завдяки оцифровці та переформатуванню бібліотекарі, які займаються збереженням, можуть зберігати матеріали, одночасно адаптуючись до нових методів. Таким чином бібліотеки можуть адаптуватися до змін у потребах користувачів, не змінюючи якості самого матеріалу. Завдяки зусиллям щодо збереження, відвідувачі можуть бути впевнені, що хоча матеріали постійно псуються з часом, сама бібліотека залишатиметься стабільним, надійним середовищем для їхніх інформаційних потреб. Ще одна сакральна здатність бібліотеки — давати інформацію та зв'язок із минулим. Працюючи над уповільненням процесів псування та загнивання бібліотечних матеріалів, методи збереження допомагають зберегти цей зв'язок із минулим.

## Виноски
1. ↑  conservation. A Glossary of Archival and Records Terminology. Society of American Archivists.
2. ↑  Preservation of Cultural Artifacts. wiki.spsu.edu. Southern Polytechnic State University. Архів оригіналу за 11 червня 2007. Процитовано 11 травня 2007.
3. ↑  Rieger, Oya Y. (2008). Preservation in the Age of Large-Scale Digitization: A White Paper (PDF). Washington, D.C.: Council on Library and Information Resources. с. 10. Архів оригіналу (PDF) за 19 вересня 2015.
4. ↑  Google Books Library Project.
5. ↑  Rieger, 24-25
6. ↑  Rieger, 14
7. ↑  Conway, Paul (2010). Preservation in the Age of Google: Digitization, Digital Preservation, and Dilemmas. Library Quarterly. 80 (1): 73. doi:10.1086/648463. {{cite journal}}: |hdl-access= вимагає |hdl= (довідка)
8. ↑  Digital Preservation Network.
9. ↑  Library of Congress: Sustainability of Digital Formats.
10. ↑  Definitions of Digital Preservation. Association for Library Collections & Technical Services (ALCTS) (англ.). 24 червня 2007.
11. ↑  Lull, W.P. (1990). Conservation environment guidelines for libraries and archives; with the assistance of Paul N. Banks. Albany, NY: The University of the State of New York, The State Education Dept., The New York State Library, Division of Library Development.
12. ↑  Temperature, Relative Humidity, Light, and Air Quality: Basic Guidelines for Preservation. Northeast Document Conservation Center. Архів оригіналу за 12 грудня 2007. Процитовано 9 грудня 2007.
13. ↑  «Dew Point Calculator.» Image Permanence Institute. Retrieved May 16, 2011 from http://www.dpcalc.org/
>
14. ↑  UCSD Libraries Preservation Department. "Why is Eating and Drinking in the Library Discouraged?" 2006. UCSD. 18 June 2008. Архів оригіналу за 30 серпня 2006. Процитовано 18 липня 2008.
15. ↑  Thomson, G. The Museum Environment. 2nd ed. London: Butterworths, 1986
16. ↑  Climate change and the historic environment. Centre for Sustainable Heritage, University College London. Архів оригіналу за 4 травня 2008. Процитовано 27 квітня 2008.
17. ↑  From the Outside in: Preventive conservation, sustainability, and environmental conservation. Getty Conservation Institute. Архів оригіналу за 22 травня 2008. Процитовано 25 квітня 2008.
18. ↑  Collections care, human comfort, and climate control: A case study at the Casa de Rui Barbosa Museum. Getty Conservation Institute. Архів оригіналу за 22 травня 2008. Процитовано 25 квітня 2008.
19. ↑  Herzog, Peter (July 2008). Energy Savings and Collection Management. Image Permanence Institute. RIT. Архів оригіналу за 26 липня 2011.
20. ↑  Bigourdan, Jean-Louis; Reilly, James M. Effects of Fluctuating Environments on Paper Materials--Stability and Practical Significance for Preservation. Image Permanence Institute. RIT. Архів оригіналу за 26 липня 2011.
21. ↑  Boxes. National Archives (англ.). 15 серпня 2016. Архів оригіналу за 1 травня 2019. Процитовано 1 травня 2019.
22. ↑  For Delicate Books, Safe and Snug Houses | Preservation Week 2014. 16th Street (амер.). Процитовано 4 травня 2019.
23. ↑  Kroslowitz, Karen (26 жовтня 2012). Preservation, Conservation, Restoration: What's the Difference?. Computer History Museum (амер.).
24. ↑  Banana Book. Flickr (амер.). Процитовано 7 травня 2018.
25. ↑  A Significance Recognition Scheme for Non-National Museums and Galleries in Scotland (PDF). Scottish Museums Council. Архів оригіналу (PDF) за 6 листопада 2007. Процитовано 8 жовтня 2007.
26. 1 2  Dorner, Daniel; Young, Sophie. A Regional Approach to Identifying Items of National Significance Held by Small Cultural Institutions in New Zealand. Архів оригіналу за 28 березня 2007. Процитовано 3 липня 2017.
27. ↑  Significance - A Guide to Assessing the Significance of Cultural Heritage Objects and Collections. Heritage Collections Council (Australia). Процитовано 8 жовтня 2007.
28. ↑  Pymm, Bob (2006). Building Collections for All Time: the Issue of Significance. Australian Academic & Research Libraries. 37 (1): 61—73. doi:10.1080/00048623.2006.10755323.
29. ↑  Patkus, Beth (2003). Assessing Preservation Needs, A Self-Survey Guide (PDF). Northeast Document Conservation Center. Процитовано 30 травня 2022.
30. 1 2  Nichols, Stephen G.; Smith, Abby (2001). The Evidence in Hand: Report of the Task Force on the Artifact in Library Collections. Council on Library and Information Resources. ISBN 1-887334-88-2. OCLC 48623491.
31. ↑  Matthews, Graham (1995). Surveying Collections: The importance of Condition Assessment for Preservation Management. Journal of Librarianship and Information Science. Washington, D.C. 27 (4).
32. ↑  Harris, Carolyn (2000). Selection for Preservation. У Banks, Paul N.; Pilette, Roberta (ред.). Preservation: Issues and Planning. Chicago: American Library Association. с. 206–224. ISBN 978-0-585-37626-4. OCLC 48139650.
33. ↑  Best Archives and Preservation Programs. U.S. News & World Report. 2017.
34. ↑  Preservation and Conservation | The Andrew W. Mellon Foundation. mellon.org. Архів оригіналу за 9 жовтня 2014.
35. ↑  Association of North American Graduate Programs in the Conservation of Cultural Property. University of Texas School of Information. Процитовано 11 травня 2007.
36. ↑  NEDCC. Northeast Document Conservation Center. Процитовано 11 травня 2007.
37. ↑  Preservation Education Directory 10th Edition. ALCTS. 12 березня 2012. Процитовано 26 березня 2015.
38. ↑  American Institute for Conservation of Historic and Artistic Works. American Institute for Conservation of Historic and Artistic Works. Архів оригіналу за 8 травня 2015. Процитовано 11 травня 2007.
39. ↑  Amigos Library Services Preservation Service. Amigos Library Services Preservation Service. Архів оригіналу за 4 квітня 2007. Процитовано 11 травня 2007.
40. ↑  Association for Recorded Sound Collections. Association for Recorded Sound Collections. Процитовано 11 травня 2007.
41. ↑  Association of Moving Image Archivists. Association of Moving Image Archivists. Процитовано 22 травня 2013.
42. ↑  Buffalo State Art Conservation Department. Buffalo State University. Архів оригіналу за 27 квітня 2007. Процитовано 11 травня 2007.
43. ↑  Campbell Center for Historic Preservation Studies. Campbell Center for Historic Preservation Studies. Процитовано 11 травня 2007.
44. ↑  George Eastman House. George Eastman House. Архів оригіналу за 9 травня 2007. Процитовано 11 травня 2007.
45. ↑  International Federation of Film Archives. www.fiafnet.org. Процитовано 23 квітня 2018.
46. ↑  The Kilgarlin Center for Preservation of the Cultural Record. The Kilgarlin Center for Preservation of the Cultural Record. Архів оригіналу за 16 квітня 2007. Процитовано 11 травня 2007.
47. ↑  Institute of Fine Arts. www.nyu.edu. New York University. Процитовано 11 травня 2007.
48. ↑  North Bennet Street School. North Bennet Street School. Архів оригіналу за 10 травня 2007. Процитовано 11 травня 2007.
49. ↑  Art Conservation Program. www.queensu.ca. Queen's University. Архів оригіналу за 31 березня 2007. Процитовано 11 травня 2007.
50. ↑  Winterthur Art Conservation Program. www.udel.edu. University of Delaware. Процитовано 11 травня 2007.
51. ↑  Preservation Programs at the National Archives. www.archives.gov. The National Archives and Records Administration of the United States of America. Архів оригіналу за 9 червня 2007. Процитовано 11 травня 2007.
52. ↑  The Archival Paradigm—The Genesis and Rationales of Archival Principles and Practices. www.clir.org. Council on Library and Information Resources. Процитовано 3 квітня 2007.
53. ↑  Ritzenthaler, Mary Lynn (1993). Preserving Archives and Manuscripts. Chicago: Society of American Archivists. ISBN 9780931828942.
54. ↑  Gacek, Adam. «The Use of Kabikaj in Arabic Manuscripts.» Manuscripts of the Middle East. Volume I, 1986. Page 49.
55. ↑  Kaschins, Elizabeth and Jane Kemp. «Saint Jerome, the Patron Saint of Librarians.» Library Journal. September 1, 1988, pages 135—136.
56. ↑  See: http://www.weito.com/ accessed July 10, 2010
57. ↑  Stevens, Rolland E. (October 1968). The Library. The Journal of Higher Education. 39 (7): 407—409. doi:10.2307/1980093. JSTOR 1980093.
58. ↑  A Brief History of Preservation and Conservation at the Library of Congress - Reports - About Us. Preservation, Library of Congress. Процитовано 3 травня 2019.
59. ↑  Eldridge, Betsy Palmer (2002). Carolyn Price Horton 1909-2001 (PDF). AIC News. 27 (1): 15—17.
60. ↑  U.S. Code: Title 17,108. Limitations on exclusive rights: Reproduction by libraries and archives. www.law.cornell.edu. Legal Information Institute. Процитовано 25 липня 2008.
61. 1 2  AIC Code of Ethics and Guidelines for Practice. Архів оригіналу за 4 березня 2000.
62. ↑  Rightful Owners. Nature. 440 (6): 716. 2006. Bibcode:2006Natur.440R.716.. doi:10.1038/440716b. PMID 16598213.
63. ↑  Cloonan, Michele V. «The Moral Imperative to Preserve», «Library Trends», Winter 2007. Retrieved on 2008-04-25.
64. ↑  Cooper, Amy (2002). Issues in Native American Archives. Collection Management. 27 (2): 43—54. doi:10.1300/j105v27n02_05.
65. ↑  See Robert B. Townsend, Google Books: What's Not to Like?. www.historians.org. American Historical Association. Архів оригіналу за 14 вересня 2008. Процитовано 27 липня 2008.
66. ↑  See also Paul Duguid, Inheritance and loss? A brief survey of Google Books. First Monday. Архів оригіналу за 17 травня 2008. Процитовано 27 липня 2008.
67. ↑  Tanselle, G.T. (1998). Texts and artifacts in the electronic era. 21stC, 3.2.
68. ↑  Statement on the Significance of Primary Records. www.mla.org. Modern Language Association. Архів оригіналу за 1 липня 2008. Процитовано 27 липня 2008.
69. ↑  Ross, Seamus; Gow, Ann (1999). Digital archaeology? Rescuing Neglected or Damaged Data Resources (PDF). British Library and Joint Information Systems Committee. ISBN 1-900508-51-6.
70. 1 2 3 4  Maxwell, Nancy Kalikow (2006). Sacred Stacks: The Higher Purpose of Libraries and Librarianship. Chicago: American Library Association. ISBN 0-8389-0917-5.